# Buotidae
Buotidae é uma família de milípedes pertencente à ordem Chordeumatida.
Género:
- Buotus Chamberlin, 1940